# Actor & Actress
『Actor & Actress』（アクター・アンド・アクトレス）は、東野純直1作目のオリジナル・アルバム。1993年9月22日に発売された。発売元はテイチクエンタテインメント。

## 解説
デビュー曲「君とピアノと」セカンド・シングル「君は僕の勇気」を含む全10曲。1999年2月24日には東芝EMIより再発売。

## 収録曲
作詞・作曲・訳詞（9,10）：東野純直（特記外）
1. JOY≒YOUR PRESSURE
  - 編曲：村上啓介
2. KITTO
  - 編曲：東野純直・安部潤
3. せつないくらいに君しか見えない
  - 編曲：安部潤
4. 君とピアノと　（Album Remix）（帯に記載）
  - 作曲：寺田昌司
  - 編曲：船山基紀
5. BIG GAME
  - 作詞：佐藤ありす
  - 編曲：安部潤
6. セピア色の片想い
  - 作曲：KAN WAKAMATASU
  - 編曲：大村雅朗
7. そろそろ次の恋がしたくなった
  - 作詞：佐藤ありす
  - 編曲：安部潤
8. 君は僕の勇気　（Album Remix）（帯に記載）
  - 作詞：佐藤ありす
  - 編曲：東野純直・安部潤
9. Waiting for the rain
  - 作詞・作曲：KEVIN GILVERT
  - 編曲：村上啓介
10. U&I
  - 作詞・作曲：OLE JUUL
  - 編曲：大村雅朗